# Корона (6 сезон)
Шостий і останній сезон серіалу «Корона», який розповідає про життя та правління королеви Єлизавети II,  вийде на Netflix 16 листопада та 14 грудня 2023 року (Друга частина). Це єдиний сезон серіалу, знятий після смерті королеви Єлизавети II 8 вересня 2022 року, а також це єдиний сезон, який буде поділено на дві частини.

## Сюжет
«Корона» простежує правління королеви Єлизавети II від її весілля в 1947 році до початку 21 століття. Очікується, що шостий сезон буде зосереджений на кінці 1990-х — початку 2000-х років. Та повинен охопити такі події як: смерть принцеси Діани, принцеси Маргарет і королеви-матері Єлизавети, прем'єрство Тоні Блера 
та молодість принца Вільяма і Кейт Мідлтон.

## Актори
- Імельда Стонтон — королева Єлизавета II[3]
- Джонатан Прайс — принц Філіп, герцог Единбурзький, чоловік Єлизавети[3]
- Леслі Менвілл — принцеса Маргарет, графиня Сноудон, молодша сестра Єлизавети[3]
- Домінік Вест у ролі Чарльза, принца Уельського, старшої дитини Єлизавети та Філіпа та спадкоємця[3]
- Олівія Вільямс — Камілла Паркер Боулз, давня кохана Чарльза[4]
- Елізабет Дебікі — Діана, принцеса Уельська, колишня дружина Чарльза[3]
- Халід Абдалла — Доді аль-Файєд, коханець Діани, який загинув разом з нею в автокатастрофі 1997 року[5]
- Берті Карвел — Тоні Блер, прем'єр-міністр 1997—2007[6]
- Ед Маквей був принцом Вільямом, старшим сином Чарльза та Діани та другим у черзі на британський престол[7]
  - Руфус Кампа — молодий принц Вільям[7]
- Мег Белламі — Кейт Міддлтон, однокласниця принца Вільяма[7]

## Список серій
| №  | № (в сезоні) | Назва                                   | Режисер            | Сценарій     | Дата прем'єри     |
| -- | ------------ | --------------------------------------- | ------------------ | ------------ | ----------------- |
| 51 | 1            | «Persona Non Grata» «Персона нон грата» | Алекс Габассі      | Пітер Морган | 16 листопада 2023 |
| 52 | 2            | «Two Photographs» «Дві фотографії»      | Крістіан Швохов    | Пітер Морган | 16 листопада 2023 |
| 53 | 3            | «Dis-Moi-Oui» «Скажи мені так»          | Крістіан Швохов    | Пітер Морган | 16 листопада 2023 |
| 54 | 4            | «Aftermath» «Наслідки»                  | Крістіан Швохов    | Пітер Морган | 16 листопада 2023 |
| 55 | 5            | «Willsmania» «Одержимість Вільямом»     | Мей ель-Тухі       | Пітер Морган | 14 грудня 2023    |
| 56 | 6            | «Ruritania» «Руританія»                 | Ерік Ріхтер Стренд | Пітер Морган | 14 грудня 2023    |
| 57 | 7            | «Alma Mater» «Альма-матер»              | Мей ель-Тухі       | Пітер Морган | 14 грудня 2023    |
| 58 | 8            | «Ritz» «Ріц»                            | Алекс Габассі      | Пітер Морган | 14 грудня 2023    |
| 59 | 9            | «Hope Street» «Вулиця надії»            | Ерік Ріхтер Стренд | Пітер Морган | 14 грудня 2023    |
| 60 | 10           | «Sleep, Dearie Sleep» «Спи, люба, спи»  | Стівен Долдрі      | Пітер Морган | 14 грудня 2023    |

## Виробництво

### Розробка
Хоча спочатку планувалося, що серіал триватиме шість сезонів, у січні 2020 року автор Пітер Морган оголосив, що натомість серіал завершиться п'ятим сезоном. У липні 2020 року Морган скасував своє рішення та оголосив, що серіал завершиться шостим сезоном, як і планувалося спочатку, сказавши: «Коли ми почали обговорювати сюжетні лінії 5 сезону, незабаром стало зрозуміло, що для того, щоб віддати належне багатство і складність історії, ми повинні повернутися до початкового плану і зробити шість сезонів. Щоб було зрозуміло, шостий сезон не наблизить нас до сьогодення — він просто дозволить більш детально охопити той самий період».

### Кастинг
У січні 2020 року було оголошено, що Імельда Стонтон змінить Колман на посаді королеви в п'ятому сезоні, а в липні стало відомо про її роль в останньому шостому сезоні. Також у липні 2020 року було оголошено, що Леслі Менвілл зіграє принцесу Маргарет, а наступного місяця Джонатан Прайс і Елізабет Дебікі були обрані на ролі принца Філіпа та Діани, принцеси Уельської відповідно. У жовтні 2020 року Домінік Вест вів переговори щодо ролі принца Чарльза, і його офіційно підтвердили як частину акторського складу в квітні 2021 року. У червні 2021 року Олівія Вільямс оголосила, що зіграє Каміллу Паркер Боулз. У вересні 2022 року Руфус Кампа та Ед МакВейвас були обрані на роль принца Вільяма, а Мег Белламі — на роль Кейт Міддлтон.

### Зйомки
Зйомки сезону почалися на початку вересня 2022 року, але були призупинені після смерті королеви Єлизавети II 8 вересня 2022 року. Зйомки відновилися наступного тижня, але призупинилися в день похорону Єлизавети 19 вересня 2022 року.

## Прем'єра
Перша і друга частина 6-го сезону серіалу «Корона» вийде 16 листопада та  14 грудня 2023 року.